# 本頓港 (密歇根州)
本頓港（英語：Benton Harbor）是一個位於美國密歇根州貝林縣的城市。

## 人口
根據2020年美國人口普查的數據，本頓港的面積為12.00平方千米，當中陸地面積為11.35平方千米，而水域面積為0.65平方千米。當地共有人口9103人，而人口密度為每平方千米759人。